# Bandes italiennes
 (janvier 2024).
Les bandes italiennes, font partie, en France, des premières unités de fantassins permanentes et soldées, copiées sur le modèle des bandes suisses et françaises.

## Colonels
- 1535  : Guy, comte de Rangon
- 1537  : Jean-Paul de Cère
- 1543 : N. comte de Saint-Second
- 1er novembre 1547 : Pierre Strozzi
- 22 juin 1558 : Jean Bernardin de San-Severino, duc de Somma
- 26 mars 1570 : Jean Galéas de San-Severino, comte de Cajasso
- 1er janvier 1575 : André de Birague
- 1er janvier 1579 : César, commandeur de Birague
- 1er janvier 1584 : Alphonse d'Ornano
- 18 octobre 1588 : Georges des Balbi, chevalier de Bertons
- 8 mars 1597 : Alexandre d'Elbène
- 29 janvier 1608 : Charles d'Angernes, marquis de Rambouillet
- 6 février 1611 : Scipion de Champier, marquis de Vaux
- 4 mai 1612 : François de Galles du Bélier, baron de La Buisse

## Historique
Le 21 février 1495, au combat de Garigliano le condottiere milanais, Jacques de Trivulce, passe dans les rangs de l'armée française. En 1499, les « bandes de Trivulce » (« bandes de Trivulzio ») sont définitivement admises à la solde du roi de France.
En 1515, Aymar de Prie commande 2 000 Génois à Marignan.
En 1521, Frédéric de Bozzolo et Ludovic Belgioioso (it) amènent chacun 2 000 hommes.
En 1522, Jean de Médicis amène 3 000 hommes, devenus célèbres sous le nom de bandes noires italiennes. Jean de Médicis, étant mort en 1527 à la suite de blessures, il est remplacé à la tête des bandes noires par Horace Baglione de Pérouse, tué lui-même devant Naples en 1528, et qui eut pour successeur d'abord Hugues di Pepolo, de Bologne, puis Michel-Antoine, marquis de Saluces
En 1523, Renzio de Cère amène 4 000 hommes.
En 1526, Malatesta Baglione amène 8 000 hommes.
En 1528, Jean Giordano Orsini amène 2 000 hommes.
En 1529, Jean-Thomas de Galleras et le Castellano de Lodi amènent leurs bandes.
En 1535 : 
- Marc-Antoine de Cusano amène 2 000 hommes
- Christophe del Guasto amène 1 000 hommes
- Guy de Rangon amène 2 000 hommes
- Gaguino de Gonzague amène 2 000 hommes
- César Frégose amène 2 000 hommes
- Pierre Strozzi, Ludovic de Birague, Hercule Visconti, Jean de Turin, Béranger de Caldora et Jean-Paul de Cère en amènent ensemble 9 000 hommes.

En 1544, le comte de Petigliana, Pierre Strozzi, Georges de Martinenga, Jean de San-Severino duc de Somma, et Robert Malatesta, lèvent ensemble 10 000 hommes dans la campagne de Rome.
Toutes ces bandes italiennes s'incorporent successivement avec les bandes françaises de Piémont.